# Mauzun
Mauzun är en kommun i departementet Puy-de-Dôme i regionen Auvergne-Rhône-Alpes i centrala Frankrike. Kommunen ligger i kantonen Billom som tillhör arrondissementet Clermont-Ferrand. År 2022 hade Mauzun 132 invånare.

## Befolkningsutveckling
Antalet invånare i kommunen Mauzun
| Referens: INSEE |